# Totalmente Altro
Il problema dell'altro in filosofia, sorto in relazione alla definizione dell'identità, ha avuto implicazioni non solo di carattere ontologico ma anche di natura etica.
In particolare, l'espressione totalmente Altro (in tedesco ganz Andere), coniata dallo storico delle religioni e teologo tedesco Rudolf Otto (1869–1937) nell'opera del 1917 intitolata Il sacro (Das Heilige), intende riferisi a qualcosa di radicalmente e totalmente diverso da ciò che è umano o anche cosmico, descritto come il "numinoso", altro termine utilizzato in quest'opera per indicare l'esperienza peculiare, extra-razionale, di una presenza invisibile, maestosa, potente, che ispira terrore ed attira.
Il tema dell'«altro» è poi riverberato in campo teologico, psicologico, sociologico.

## Il "totalmente Altro" nella fenomenologia della religione
Rudolf Otto, in Das Heilige, indaga ciò che egli ritiene essere l'intima essenza di ogni religione ovvero il sacro. Questo "sacro", per Otto, si manifesta come mysterium tremendum e fascinans. Il significato di questo mysterium è:
(Rudolf Otto, Il sacro, p. 41)

## Il "totalmente Altro" in teologia
Come concetto teologico il "totalmente Altro"  amplifica ed estremizza la teologia negativa fino a esasperare il divario tra Dio e coscienza umana, al punto da ridurre ogni margine per l'analogia entis. Già Agostino d'Ippona definisce Dio in questo modo nelle Confessioni  VII,10.16: aliud, aliud valde. Tale concetto viene poi ripreso e sviluppato soprattutto in ambito post-idealista, dall'esistenzialismo religioso alla teologia dialettica, in autori quali Søren Kierkegaard, Rudolf Otto e Karl Barth, che definiscono la divinità come «l'infinita differenza qualitativa» del «totalmente Altro». Il corrispettivo in filosofia è la differenza ontologica di Heidegger.
Kierkegaard parla di «infinita abissale differenza quantitativa». Otto afferma che il Sacro sia "Altro" come mysterium tremendum et fascinans, accentuando l'aspetto del timore e tremore umano di fronte all'alterità del divino. Barth si riallaccia all'idea del Deo ignoto e sostiene che «Dio è il Dio sconosciuto» e la sua potenza è «il totalmente Altro».
Max Horkheimer in Die Sehnsucht nach dem ganz Anderen (1970) scrive che, per quanto non sia possibile affermare nulla su Dio, la religione può ugualmente suscitare la consapevolezza nell'uomo del fatto 

Tuttavia l'essere coscienti della nostra finitudine non prova affatto che Dio esista, 
(Max Horkheimer, La nostalgia del totalmente Altro, p. 69)
In questo quadro, la teologia per Horkheimer non è la scienza del divino:
(Max Horkheimer, Op. cit., pp. 74-5)
Nel pensiero di Horkheimer, dunque, la nozione di totalmente Altro ha tre significati: l'altro dall'immanenza, e cioè la trascendenza; l'altro dal concetto, ossia un pensiero non più strumentale bensì custodente; e una società altra, che è la finalità stessa della Teoria critica francofortese, ovvero una utopia delineata per via negativa.

## Il numinoso in psicologia
Jung riprese il termine numinoso per designare la potenza invisibile degli archetipi, cioè di quelle strutture ancestrali della psiche che condizionano la percezione della realtà, ma di cui la coscienza umana può recepire solo l'immagine o la manifestazione visibile.
Come il termine affine noumeno del lessico kantiano, si tratta di un contenuto dell'ignoto la cui portata si rende conoscibile solo entro i limiti del fenomeno.